# Piotr Przyborek
Piotr Przyborek (ur. 28 czerwca 1976 w Gdańsku) – polski duchowny rzymskokatolicki, doktor teologii biblijnej, biskup pomocniczy gdański od 2022.

## Życiorys
Urodził się 28 czerwca 1976 roku w Gdańsku jako drugi z trzech synów Jana i Krystyny Przyborków. Kształcił się w miejscowym II Liceum Ogólnokształcącym. W latach 1995–2001 odbył studia filozoficzno-teologiczne w Gdańskim Seminarium Duchownym. Na prezbitera został wyświęcony 16 czerwca 2001 w bazylice Mariackiej w Gdańsku przez miejscowego arcybiskupa metropolitę Tadeusza Gocłowskiego. Inkardynowany został do archidiecezji gdańskiej. W 2005 uzyskał licencjat z teologii biblijnej na Uniwersytecie Kardynała Stefana Wyszyńskiego w Warszawie. W latach 2009–2010 studiował biblistykę i archeologię biblijną we Francuskiej Szkole Biblijnej i Archeologicznej w Jerozolimie. W 2011 na Wydziale Teologicznym Uniwersytetu Mikołaja Kopernika w Toruniu uzyskał doktorat z teologii biblijnej.
Pracował jako wikariusz w parafiach: Matki Boskiej Bolesnej w Gdyni (2001–2007), św. Jadwigi Królowej w Gdyni (2007–2009), św. Jana z Kęt w Rumi (2012–2014), Najświętszej Maryi Panny Matki Kościoła i św. Katarzyny Szwedzkiej w Gdańsku (2014–2020) i Najświętszego Serca Pana Jezusa w Gdyni (2020–2021). W 2011 został wykładowcą Gdańskiego Seminarium Duchownego. W archidiecezji gdańskiej założył i został dyrektorem Szkoły Biblijnej. Objął funkcję redaktora naczelnego kwartalnika biblijnego „Galilea. Tajemnice Pisma Świętego”. Wszedł w skład rady ekumenicznej, rady ds. formacji stałej duchowieństwa, rady kapłańskiej i rady duszpasterskiej. W 2021 objął stanowisko dyrektora wydziału duszpasterskiego kurii metropolitalnej. W 2020 został ustanowiony kanonikiem honorowym kolegiackiej kapituły gdyńskiej.
6 lipca 2022 papież Franciszek mianował go biskupem pomocniczym archidiecezji gdańskiej ze stolicą tytularną Musti in Numidia. Święcenia biskupie otrzymał 20 sierpnia 2022 w bazylice archikatedralnej Trójcy Świętej w Gdańsku-Oliwie. Udzielił mu ich Tadeusz Wojda, arcybiskup metropolita gdański, w asyście arcybiskupa Salvatore Pennacchia, nuncjusza apostolskiego w Polsce, i Zbigniewa Zielińskiego, biskupa koadiutora koszalińsko-kołobrzeskiego. Jako zawołanie biskupie przyjął słowa „Jesteśmy dziećmi Bożymi”.
W ramach prac Konferencji Episkopatu Polski w 2024 został przewodniczącym Rady ds. Turystyki i Pielgrzymek, ponadto wszedł w skład Zespołu ds. Kontaktów z Konferencją Episkopatu Francji i Rady ds. Rodziny.